# 青銅峡市
青銅峡市（せいどうきょう-し）は中華人民共和国寧夏回族自治区呉忠市に位置する県級市。自治区中部の銀川平原の南あり、1984年青銅峡県から市に昇級した。黄河流域にあり、1967年青銅峡ダムが作られた。

## 行政区画
- 街道:裕民街道
- 鎮:小壩鎮、大壩鎮、青銅峡鎮、葉盛鎮、瞿靖鎮、峡口鎮、邵崗鎮、陳袁灘鎮

## 交通
- 2021年12月29日、烏瑪高速道路のうち青銅峡市と中衛市区間が開通[1]。